# Мавсима Сирин
Мавси́ма, или Маиси́ма (др.-греч. Μαϋσιμάς, Μαϋουμάς, Μαϊουμάς; лат. Mausimas; IV век) — христианский сирийский подвижник, иерей, преподобный.
Сведения о жизни Мавсимы сообщает Феодорит Кирский в 14-й главе книги «История боголюбцев».
Мавсима, по языку сириец, родился в деревне, которая находилась вблизи города Кира; в этой же деревне он получил воспитание. Феодорит пишет, что Мавсима преуспел во всех видах добродетели. Мавсима стал священником одного селения, в котором был духовным наставником для людей. Одеждой Мавсима очень долгое были одни и те же хитон и плащ, не меняя их, но на прорванных местах он ставил заплатки, и таким образом носил их до старости. Мавсима усердно заботился о странниках, по этой причине его двери всегда были открыты для них. Феодорит рассказывает о чудотворениях, совершённых Мавсимою: Мавсима имел два сосуда — один с хлебными зёрнами, а другой с елеем, и давал из них всем нуждающимся, но сосуды при этом всегда оставались полными; Мавсима исцелил ребёнка одной богатой и благородной женщины, приговорённого врачами к смерти. Феодорит повествует о наказании за непослушание, которое последовало для занимавшего первое место в Антиохийском совете Литоиоса, и о том, как после покаяния и усердных просьб Литоиоса Мавсима избавил его от наказания. Мавсима, дожив до старости, умер приблизительно в конце IV века.